# Route nationale 567 (Belgique)
Pour les articles homonymes, voir Route nationale 567 (homonymie)¨.
La route nationale 567 est une route nationale de Belgique de 7,8 kilomètres qui relie Mellet à Fleurus.

## Description du tracé

### Communes sur le parcours
- Région wallonne
  -  Province de Hainaut
    - Fleurus
    - Mellet